# Karl Marr
Karl Marr (* 22. Januar 1860 in Hildburghausen; † 29. März 1942 in Meiningen) war ein deutscher Regierungsrat, Landrat und Bürgermeister.

## Leben
Karl Marr wurde in Hildburghausen im Herzogtum Sachsen-Meiningen geboren und schlug die berufliche Laufbahn eines Staatsbeamten im Herzogtum ein. Während seines Studiums wurde er 1879 Mitglied der Burschenschaft Germania Jena. Von 1892 bis 1901 war er Bürgermeister von Salzungen. Anschließend wurde er bis 1912 zum Landrat des Kreises Sonneberg berufen. Von 1912 bis 1918 arbeitete er als Regierungsrat im Meininger Staatsministerium in der Abteilung des Innern. Nach der Novemberrevolution wählte der Meininger Landtag am 12. November 1918 den parteilosen Karl Marr als beamteten Staatsrat in die neue Regierung vom Freistaat Sachsen-Meiningen. Als Stellvertreter des Ersten Staatsministers Ludwig von Türcke übernahm er die Ressorts Justiz, Kirchen- und Schulwesen. Vom 1. April 1921 bis zum 1. April 1923 war Marr stellvertretender Leiter der Meininger Gebietsregierung im neu gebildeten Land Thüringen. Anschließend ging er in den Ruhestand.